# Husarernas mandomsprov
Husarernas mandomsprov (danska: Hurra for de blå husarer) är en dansk komedifilm från 1970 i regi av Annelise Reenberg.

## Rollista i urval
- Emil Hass Christensen - Överste Parsdorff
- Lone Hertz - Charlotte Parsdorff
- Niels Hinrichsen - Löjtnant Adam Lercke
- Peter Bonke - Löjtnant Ditlev Liljenkrone
- Ghita Nørby - Frida
- Dirch Passer - Spjellerup
- Jørgen Kiil - Ryttmästare von Rabenberg
- Bjørn Puggaard-Müller - Pastor Berg
- Henny Lindorff Buckhøj - pastorinnan
- Susse Wold - Henrietta / Clarissa
- Ole Søltoft - Löjtnant
- Søren Strømberg - Löjtnant
- Karl Gustav Ahlefeldt - Adams far
- Signi Grennessj - Adams mor
- Povl Wöldike - Ditlevs far
- Lilli Holmer - Ditlevs mor
- Paul Hagen - krogvärd